# Château de Poncin
Le château de Poncin est un ancien château fort, fondé à la fin du XIIe siècle par Humbert II de Thoire-Villars, reconstruit en 1290 et remanié aux XVIe et XVIIe siècles, centre de la seigneurie de Poncin, qui se dresse sur la commune de Poncin dans le département de l'Ain, en région Auvergne-Rhône-Alpes.
Le château est partiellement inscrit au titre des monuments historiques par arrêté du 12 mars 1970. Seuls les façades et toitures, les restes de l'ancienne fortification, les terrasses, mur de soutènement et jardins sont inscrits.

## Localisation
Le château est situé dans le département français de l'Ain sur la commune de Poncin.

## Historique
C'est Humbert II de Thoire qui fit bâtir le château de Poncin en 1180. Le château fut une des résidences favorites des sires de Thoire-Villars, qui y tenaient leur chambre des comptes. En 1290, il est reconstruit par Humbert IV de Thoire. Au début du XIVe siècle, le 19 octobre 1308, Humbert V, sire de Thoire et de Villars, le fera entièrement remanier et en cèdera, contre 7 500 livres viennoises, la suzeraineté au sire de la Tour du Pin, Jean II, dauphin de Viennois qui le lui remet en fief lige. Les droits passèrent dans la suite aux comtes de Savoie qui se les firent reconnaître par actes des 16 octobre 1375 et 7 février 1385.
Le 29 octobre 1402, Humbert VII, le dernier des sires de Thoire-Villars, « chargé d'ans et d'ennuis, » vend au comte Amédée VIII de Savoie, avec tout ce qui lui restait de ses terres de Bresse et de Bugey, héritées de ses ancêtres, sa seigneurie de Poncin, dont il se réserve néanmoins la jouissance jusqu'à sa mort, qui surviendra le 7 mai 1423. Le château restera à la maison de Savoie pendant plus d'un siècle et demi.
Poncin délaissé par les ducs de Savoie, qui y allaient rarement, fut, entre autres, compris dans le douaire d'Anne de Chypre, veuve de Louis, duc de Savoie, et après elle dans celui de Claudine de Bretagne, vicomtesse de Bridiers (La Souterraine), veuve du duc Philippe de Savoie, douairière d'Annecy, de Châteauneuf en Valromey (Songieu), de Poncin et de Cerdon, qui en fit pour quelque temps sa résidence.
Au mois d'avril 1513,, le duc Charles le comprit, avec Cerdon et quelques autres terres en Bugey, dans la dot de Philiberte de Savoie, sa sœur, marquise de Gex et de Fossan (Fossano), femme de Julian de Médicis, duc de Nemours, marquis de Suriane (Soragna) et de Chazene. Cette dame mourut en 1524 sans enfants. Ayant fait de son frère son héritier, Poncin revint au duc de Savoie.
Le 7 novembre 1531, la seigneurie de Poncin et son château, avec la seigneurie de Cerdon, est remis en échange de la terre de Loyettes, à Charles de la Chambre, baron de Meximieux et de Sermoyer. Le 18 septembre 1565, le duc Emmanuel-Philibert désintéresse le sieur de la Chambre des terres de Poncin et de Cerdon en échange des seigneuries de Pérouges et de Montréal, et les cèdent, en supplément d'apanage fait à Philippe de Savoie, au sieur de la Cour qui en prend possession le 20 septembre pour le compte de Jacques de Savoie-Nemours avec érection de la terre de Poncin au titre de baronnie.
Les ducs de Nemours, tout au long des XVIe et XVIIe siècles, apporteront à leur tour de très importantes modifications au château et dont les descendants en garderont la possession jusqu'au commencement du XVIIIe siècle.
Il sera entièrement démantelé par le maréchal de Biron sur les ordres du roi Henri IV en 1601. Au début du XVIIIe siècle la terre est aliénée à Artus-Joseph de la Poype-Saint-Jullin, lequel en reprend le fief en 1717 qui s'efforcera à le reconstruire partiellement. Vers 1750, elle passe à la famille de Quinson. Gaspard Roch de Quinson désirant y installer des jardins restaurera à cet effet les terrasses en 1760. Les Quinson le possédait encore lors de la convocation des États-Généraux en 1789.
Malheureusement à la Révolution le château est saccagé et très endommagé. Il restera ainsi dégradé et à l'abandon pendant une quarantaine d'années jusqu'à ce que le nouveau maire de Poncin, monsieur Jantet le rachète en 1831 pour y créer un très beau jardin anglais.
Le château deviendra ensuite la propriété de Joseph Savarin de Marestan qui avait été nommé en 1859 conseiller de la préfecture de l'Allier. Il appartenait à une ancienne famille du Bugey, anoblie par charge à la fin du XVIIe siècle et qui avait donné toute une lignée de gardes du corps du roi et un mousquetaire qui avait relevé en 1815 le titre de baron de Marestan.

## Iconographie
M. E. Serullaz en a publié une vue, en 1866, d'après un dessin du XVIe siècle.
Le château de Poncin est représenté sur une des cinq fresques conservées au château de la Tour-des-Échelles.